# DMM.com
شركة دي إم إم.كوم (株式会社DMM.com) هي شركة يابانيّة القائمة على التجارة الإلكترونية والإنترنت مع مجموعة متنوعة من الشركات التي تشمل التسوق عبر الانترنت والفيديو حسب الطلب. وتشرف شركة دي إم إم.كوم على الترفيه على الإنترنت في الموقع الذي يسمح للمستخدمين شراء السلع والخدمات مثل الكتب الإلكترونية، ألعاب، تعميم نشرات دي في دي، طباعة ثلاثية الأبعاد. إنّ شركة دي إم إم.كوم لها أكبر الفوركس من حيث حجم التداول.

## معالم
1999
- كيشه كامايامه أسست Digital Media Mart Co., Ltd. في 17 نوفمبر

2002
- نقل المقر من شبوة إلى إبيسو
- أطلقت  موقع الشركة – "DMM" مع توفير للتسوق عبر الإنترنت وخدمة الفيديو حسب الطلب

2003
- تسمية الموقع باسم "DMM.com" وأطلقت دي في دي خدمة تأجير في أبريل
- أنشأ الموقع "DMM.com" الفيديو حسب الطلب خدمة الألعاب عبر الإنترنت والكتب الإلكترونية في يوليو

2004
- بدأ الاشتراك الشهري للبث ال في خدمة الكتاب الإلكتروني

2005
- مددت المنتجات في تأجير خدمة CD والرسوم

2006
- بثت أول إعلان تلفزيوني
- وصلت الشركة من 500,000 أعضاء في مارس

2007
- الشركة لقت زيادة بنسبة أكثر من مليون عضو في يونيو

2008
- صدر DMM.خدمة التلفزيون في يوليو.

2009
- لأول مرة الاشتراك الشهري للبث الحي في خدمة لايف AKB48!! على الطلب في فبراير
- اكتسب SVC للأوراق المالية (سلف DMM.com الأوراق المالية) ودخلت الفوركس في مارس
- أنشئت DMMFX في  يوليه
- DMM.التلفزيون قامت بالبلوراي في أغسطس

2010
- تمديد المنتجات لتأجير خدمة الأزياء وأصناف من السلع
- أطلقت DMM نقطة خدمة المزاد في 3 أغسطس
- بدأت DMM خدمة القسيمة في 1 ديسمبر

2011
- غُيرت وسائل الإعلام الرقمية مارت كو، إل تي دي. كـو. إلى دمم.كوم. في  فبراير
- أطلقت لعبة على الانترنت ميزة خدمة الهاتف في  نوفمبر

2012
- أطلقت B2B أعمال لوحة للطاقة الشمسية في  فبراير والتي أيضا تمكين محطة بناء الطاقة الشمسية
- أطلقت لعبة على الانترنت لخدمة  الهواتف الذكية وأجهزة الكمبيوتر في  أبريل
- انتهت DMM.التلفزيون Blu-ray الخدمة في 28 في سبتمبر

2013
- إضافة خدمة تعليم اللغة الإنجليزية على الإنترنت  في  مايو
- أطلق مركز الطباعة في اليابان التي  بدأت خدمة الطباعة 3D  في يوليو

2014
- أطلقت خدمة VR الفيديو في نوفمبر، وهي الخدمة التي تسمح للمستخدم مشاهدة الفيديو مع 360 درجة بانوراما
- أنشئت DMM المحمول، خدمة مشغل شبكة محمول افتراضية في ديسمبر

2015
- بدأت DMM. في صنع خدمة الروبوتات في  يناير
- أطلقت DMM. سحابة خدمة المصادر في فبراير

2017
- أصبح مالك الدوري البلجيكي الممتاز نادي سينت ترويدن.

## وصلات خارجية
- الموقع الرسمي
- بلومبرغ الأعمال الشخصية